# Tard-Venus
Die Tard-Venus war eine Söldner-Kompanie der Grandes Compagnies während des Hundertjährigen Krieges.
Die Tard-Venus wurden nach dem Frieden von Brétigny (8. Mai 1360) aus demobilisierten Söldnern, die unter dem Kommando von Petit Meschin und Seguin de Badefol vor allem in Burgund und im Languedoc hausten, gegründet. 1362 verwüsteten sie die Grafschaft La Marche von Jacques de Bourbon, der in der Schlacht bei Brignais gegen sie ins Feld gezogen war, verlor und tödlich verwundet wurde. Die Kompanie bestand aus Gascognern, Engländern, Deutschen und weiteren Nationalitäten die allesamt Routiers genannt wurden.